# Napasorsuaq
Il Napasorsuaq (danese: Kirkespiret) è una montagna della Groenlandia di 1590 m. Si trova a 60°22'N 44°46'O; appartiene al comune di Kujalleq.